# Dejan Lazić
Dejan Lazić (né à Zagreb en 1977) est un pianiste et compositeur classique croate, naturalisé autrichien.

## Biographie
Né dans une famille de musiciens à Zagreb, en Croatie, Lazić a grandi à Salzbourg, en Autriche, où il a étudié au Mozarteum. Il vit maintenant à Amsterdam.
Dejan Lazić a joué avec des orchestres tels que le Budapest Festival Orchestra, l'Orchestre Philharmonique de Rotterdam, l'Orchestre Philharmonia, l'Orchestre symphonique de Birmingham, Orchestre symphonique de Bamberg, la Radio Suédoise, le Danish National, l'Orchestre Philharmonique d'Helsinki, l'Australian Chamber Orchestra et l'Orchestre symphonique de la NHK, collaborant avec des chefs d'orchestre tels qu'Iván Fischer, Vladimir Ashkenazy, Giovanni Antonini, Kirill Petrenko, Robert Spano et John Storgårds. 
Lazić fait ses débuts aux Proms à l’été 2011, en donnant deux concerts ; une fois avec le Orchestre philharmonique de la BBC, pour donner la Première britannique de son propre arrangement  pour piano et orchestre du Concerto pour violon de Brahms et pour jouer à nouveau Liszt avec le Budapest Festival Orchestra et Iván Fischer. D'autres dates avec le BFO et Fischer durant la saison en cours incluent des dates à Budapest et des tournées à Gand, Milan et au Beethovenfest Bonn. Il se produit également avec le l'Orchestre de chambre de Bâle, au Vienna Konzerthaus, au Hamburger Phil Harmoniker du Hamburger Ostertöne festival, au Trondheim Symphony, au Helsinki Philharmonic et plus tard, à l'Orquestra Sinfônica do Estado de São Paulo a ainsi qu'aux orchestres symphoniques du Pacifique et d'Atlanta. 
Lazić est apparu en Extrême-Orient avec des orchestres tels que l'Orchestre symphonique de la NHK, l'Orchestre symphonique de Yomiuri Nippon (incluant des concerts au Suntory Hall et au Metropolitan Art Space de Tokyo), l'Orchestre symphonique de Sapporo, le Philharmonique de Séoul, le Philharmonique de Hong Kong, ainsi qu'une série de récitals dans tout le Japon. et à la salle de concert de la Cité interdite à Pékin, en Chine. À l'été 2008, il a joué le 3e concerto pour piano de Beethoven au Grand Hall du Peuple de Beijing lors d'un concert de gala télévisé pré-olympique devant 7 000 personnes. 
Parallèlement à sa carrière solo, Lazić est également un musicien de chambre. Récemment artiste en résidence avec l'Orchestre de chambre néerlandais, il a donné des récitals au Concertgebouw d'Amsterdam, au Queen Elizabeth Hall de Londres, au Prinzregententheater de Munich, au Kennedy Center de Washington, ainsi qu'à Montréal, Tokyo, Pékin et Istanbul.

## Discographie
Il enregistre pour Channel Classics et a déjà publié une douzaine d'enregistrements, notamment des œuvres de Scarlatti, Bartók (2008) et Schumann, Brahms, le tout dans le cadre de sa série Liaisons (volumes 1 et 2) ; suivi par le volume 3 qui associe CPE Bach, Britten (2011). Son enregistrement de concert du concerto pour piano no 2 de Rachmaninov avec l'Orchestre philharmonique de Londres et Kirill Petrenko reçoit le prix allemand Echo Klassik 2009. En 2011, il publie un disque du 4e concerto pour piano de Beethoven, enregistré en direct avec l'Orchestre de chambre australien dirigé par Richard Tognetti. 
Lazić est également actif en tant que compositeur. Ses œuvres comprennent diverses compositions pour piano, musique de chambre et œuvres orchestrales, ainsi que des cadences pour des concertos pour piano de Mozart, Haydn et Beethoven. Son arrangement du Concerto pour violon pour piano et orchestre de Brahms a été créé pour la première fois avec l’Orchestre symphonique d'Atlanta et Robert Spano en 2009 ; un enregistrement de concert est publié en janvier 2010. Il travaille également sur son propre concerto pour piano.

## La controverse sur le «droit à l'oubli»
Le 30 octobre 2014, Lazić a tenté d'utiliser la loi de l'Union européenne sur le « droit à l'oubli » pour supprimer un article critique  publié par le Washington Post .  